# Justitieombudsmand
Justitieombudsmand er i Sverige en instans under Riksdagen, som kontrollerer den offentlige forvaltning. Embedet oprettedes i 1809.